# Oreobates
Genre
Synonymes
- Teletrema Miranda-Ribeiro, 1937

Oreobates est un genre d'amphibiens de la famille des Craugastoridae.

## Répartition
Les 23 espèces se rencontrent en Amérique du Sud. La plupart au Pérou et en Bolivie et quelques-unes en Argentine, au Brésil, en Colombie et en Équateur.

## Liste des espèces
Selon Amphibian Species of the World (19 novembre 2016) :
- Oreobates amarakaeri Padial, Chaparro, Castroviejo-Fisher, Guayasamin, Lehr, Delgado, Vaira, Teixeira, Aguayo-Vedia & De la Riva, 2012
- Oreobates ayacucho (Lehr, 2007)
- Oreobates barituensis Vaira & Ferrari, 2008
- Oreobates berdemenos Pereyra, Cardozo, Baldo & Baldo, 2014
- Oreobates choristolemma (Harvey & Sheehy, 2005)
- Oreobates crepitans (Bokermann, 1965)
- Oreobates cruralis (Boulenger, 1902)
- Oreobates discoidalis (Peracca, 1895)
- Oreobates gemcare Padial, Chaparro, Castroviejo-Fisher, Guayasamin, Lehr, Delgado, Vaira, Teixeira, Aguayo-Vedia & De la Riva, 2012
- Oreobates granulosus (Boulenger, 1903)
- Oreobates heterodactylus (Miranda-Ribeiro, 1937)
- Oreobates ibischi (Reichle, Lötters & De la Riva, 2001)
- Oreobates lehri (Padial, Chaparro & De la Riva, 2007)
- Oreobates lundbergi (Lehr, 2005)
- Oreobates machiguenga Padial, Chaparro, Castroviejo-Fisher, Guayasamin, Lehr, Delgado, Vaira, Teixeira, Aguayo-Vedia & De la Riva, 2012
- Oreobates madidi (Padial, Gonzales-Álvarez & De la Riva, 2005)
- Oreobates pereger (Lynch, 1975)
- Oreobates quixensis Jiménez de la Espada, 1872
- Oreobates remotus Teixeira, Amaro, Recoder, Sena & Rodrigues, 2012
- Oreobates sanctaecrucis (Harvey & Keck, 1995)
- Oreobates sanderi (Padial, Reichle & De la Riva, 2005)
- Oreobates saxatilis (Duellman, 1990)
- Oreobates zongoensis (Reichle & Köhler, 1997)

## Étymologie
Le nom de ce genre vient du grec oreos, la montagne, et du grec bates, le repaire, en référence à l'habitat des espèces de ce genre.

## Publication originale
- Jiménez de la Espada, 1872 : Nuevos Batrácios Americanos. Anales de la Sociedad Española de Historia Natural, vol. 1, p. 85-88 (texte intégral).